# 王云阶
王云阶（1911年8月29日—1996年6月4日），原名王雪林，男，山东黄县（今山东省龙口市）人，中国作曲家、电影音乐作曲家。

## 生平
王云阶早年生活在青岛。初中考入了胶东中学（今青岛十一中），参加了唱诗班，因反对父母订的“娃娃亲”，他于1927年离开青岛，在上海考上了新华艺术大学，因父亲反对音乐，于是初入美术系，次年转入了音乐系，并对青岛家中仍称在美术系。不久，此事被上海的亲戚发现告状，1929年，王云阶被迫返回青岛，又被送到北京学商业，不久转入了北京师范大学，仍学音乐。
毕业后，王云阶先在曲阜二师任音乐教师，又回青岛在青岛二中任音乐教师。九·一八事变后，王云阶应邀为山东大学合唱团排练演出了黄自的《抗敌歌》和《旗正飘飘》两首抗日歌曲，遭到日本驻青岛总领事馆抗议。抗日战争爆发后，青岛沦陷，王云阶在武汉、重庆等地从事抗战音乐工作。
抗日战争胜利后，王云阶同夫人李青惠重返青岛。1946年，他又创作演出管弦乐《音诗》。之后奔赴上海，在上海昆仑影业公司从事电影创作专音乐，其中为《万家灯火》等电影谱写音乐。他儿子王隆基一同到上海，当时张乐平的连载漫画《三毛流浪记》搬上银幕时，王隆基主演“三毛”，成为家喻户晓的童星。
中华人民共和国时期，王云阶任上海电影乐团团长、文化部电影局音乐处处长等职务。他先后为40多部电影写了配乐，还为一些电影创作了插曲，如为《护士日记》创作的插曲后改编为著名儿歌《小燕子》。他还曾撰写批判性文章《从衡量靡靡之音的尺寸谈起》，该作品收入人民音乐出版社1982年出版的《怎样鉴别黄色歌曲》一书。他还担任中国电影音乐学会会长。1996年6月4日，病逝于上海。